# Ёкубов, Немат
Немат Ёкубов (род. 6 ноября 1994) — узбекский самбист, победитель и призёр международных турниров, чемпион (2017) и бронзовый призёр (2016) чемпионатов Азии, серебряный призёр розыгрышей Кубка мира 2019 и 2020 годов, серебряный (2017, 2020) и бронзовый (2019) призёр чемпионатов мира. Увлёкся самбо в 10 лет. Выступал во второй средней весовой категории (до 90 кг). Проживал в Самарканде и Ташкенте.